# Defy You

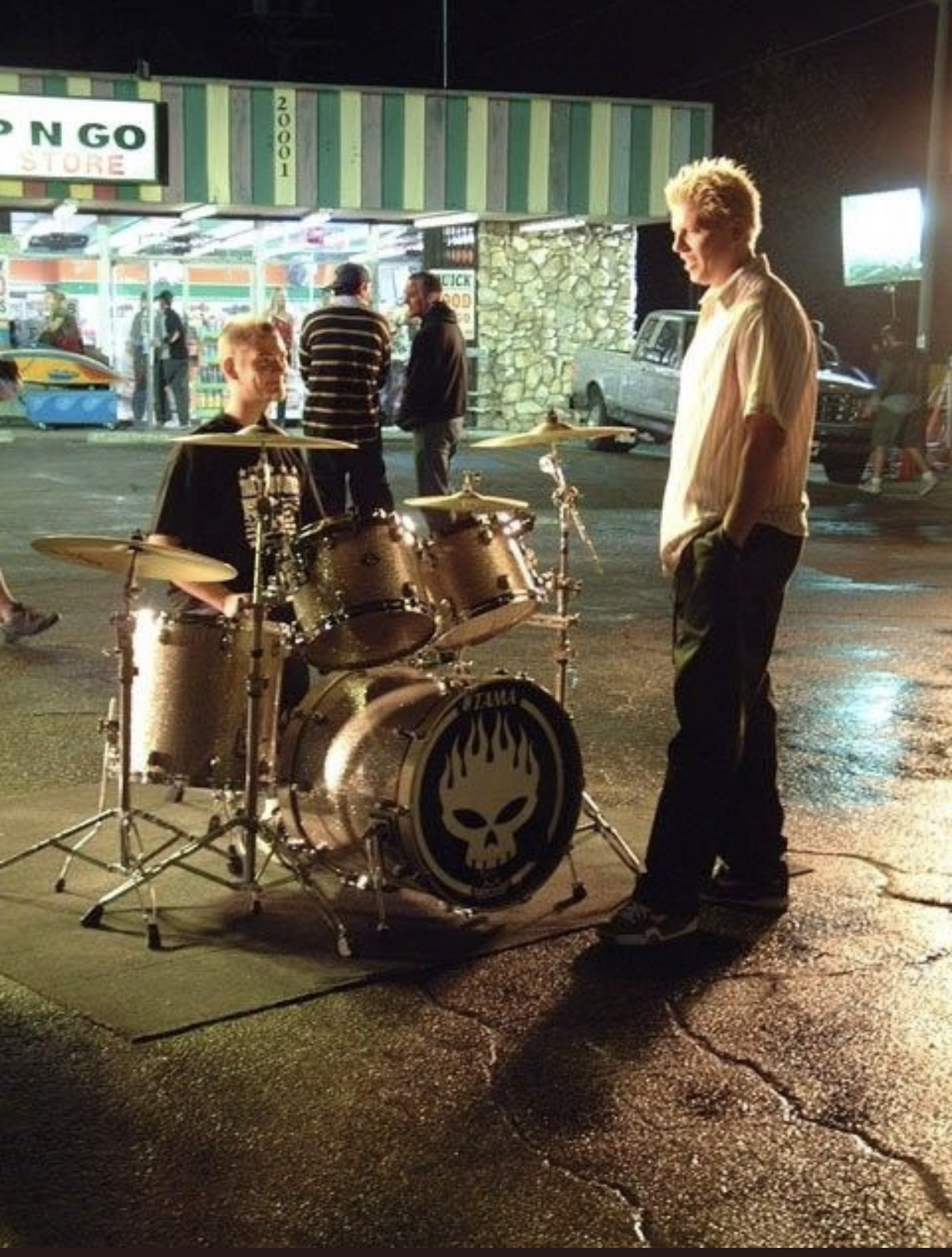
Ron Welty och Dexter Holland under inspelningen av musikvideon för "Defy You" i november 2001.

Defy You är en singel av det amerikanska punkrockbandet The Offspring och det var den sista låten som Ron Welty var med och spelade trummor på (han lämnade sedan bandet i mars 2003). Låtens ursprungliga namn var "Meathead's Lament". "Defy You" spelades in under 2001, sedan bandet hade givit ut Conspiracy of One, och låten kom med på filmen Orange Countys soundtrack. Bandet hävdade i januari 2003 att låten skulle finnas med på deras nästa album (vilket blev Splinter), men det blev inte så (förutom på den japanska utgåvan av albumet där "Defy You" finns med i en akustisk version). Låten kom istället med på deras Greatest Hits-album. I "Defy You" valde Dexter Holland att återanvända låtens brygga även som dess intro.
Musikvideon till låten spelades in i november 2001 och regisserades av Dave Meyers (regissören bakom musikvideon till "Original Prankster"). Musikvideon hade premiär på MTV den 8 december samma år.

## Låtlista
Alla låtar är skrivna och komponerade av The Offspring, om inte annat anges. 
| Nr | Titel                                                    | Längd |
| -- | -------------------------------------------------------- | ----- |
| 1. | Defy You                                                 | 3:50  |
| 2. | One Hundred Punks (skriven av Billy Idol och Tony James) | 3:14  |
| 3. | Self Esteem (live-version)                               | 4:17  |
| 4. | Want You Bad (live-version)                              | 3:23  |